# Mutua Madrid Open 2021
Madrid Open 2021 (được tài trờ bởi Mutua) là một giải quần vợt chuyên nghiệp thi đấu trên mặt sân đất nện ngoài trời tại Park Manzanares ở Madrid, Tây Ban Nha từ ngày 29 tháng 4 – 9 tháng 5 năm 2021. Đây là lần thứ 19 (nam) và lần thứ 12 (nữ) giải đấu được tổ chức. Giải đấu là một phần của ATP Tour Masters 1000 trong ATP Tour 2021 và WTA 1000 trong WTA Tour 2021.
Giải đấu năm 2020, ban đầu diễn ra từ ngày 1 đến ngày 10 tháng 5 năm 2020, và sau đó chuyển sang ngày 12 đến ngày 20 tháng 9 năm 2020 đã bị hủy vào ngày 4 tháng 8 năm 2020 do ảnh hưởng của Đại dịch COVID-19 tại Tây Ban Nha.

## Điểm và tiền thưởng

### Phân phối điểm
| Sự kiện | VĐ   | CK  | BK  | TK  | Vòng 1/16 | Vòng 1/32 | Vòng 1/64 | Q  | Q2 | Q1 |
| Đơn nam | 1000 | 600 | 360 | 180 | 90        | 45        | 10        | 25 | 16 | 0  |
| Đôi nam | 1000 | 600 | 360 | 180 | 90        | 10        | —         | —  | —  | —  |
| Đơn nữ  | 1000 | 650 | 390 | 215 | 120       | 65        | 10        | 30 | 20 | 2  |
| Đôi nữ  | 1000 | 650 | 390 | 215 | 120       | 10        | —         | —  | —  | —  |

### Tiền thưởng
| Sự kiện  | VĐ       | CK       | BK       | TK      | Vòng 1/16 | Vòng 1/32 | Vòng 1/64 | Q2     | Q1     |
| Đơn nam  | €315,160 | €188,280 | €106,690 | €58,370 | €36,400   | €22,720   | €15,060   | €7,655 | €4,080 |
| Đơn nữ   | €315,160 | €188,280 | €106,690 | €58,370 | €34,048   | €20,000   | €12,655   | €4,025 | €2,600 |
| Đôi nam* | €62,760  | €43,940  | €30,120  | €20,400 | €13,810   | €9,410    | —         | —      | —      |
| Đôi nữ*  | €62,760  | €43,940  | €30,120  | €20,400 | €13,810   | €9,410    | —         | —      | —      |

*mỗi đội

## Nội dung đơn ATP

### Hạt giống
Dưới đây là những tay vợt được xếp loại hạt giống. Hạt giống dựa trên bảng xếp hạng ATP vào ngày 26 tháng 4 năm 2021. Xếp hạng và điểm trước vào ngày 3 tháng 5 năm 2021.
| Hạt giống | Xếp hạng | Tay vợt               | Điểm trước | Điểm bảo vệ | Điểm thắng | Điểm sau | Thực trạng                              |
| --------- | -------- | --------------------- | ---------- | ----------- | ---------- | -------- | --------------------------------------- |
| 1         | 2        | Rafael Nadal          | 9,810      | 360         | 180        | 9,630    | Tứ kết thua trước Alexander Zverev [5]  |
| 2         | 3        | Daniil Medvedev       | 9,700      | 10          | 90         | 9,780    | Vòng 3 thua trước Cristian Garín [16]   |
| 3         | 4        | Dominic Thiem         | 8,365      | 360         | 360        | 8,365    | Bán kết thua trước Alexander Zverev [5] |
| 4         | 5        | Stefanos Tsitsipas    | 7,910      | 390         | 90         | 7,610    | Vòng 3 thua trước Casper Ruud           |
| 5         | 6        | Alexander Zverev      | 6,125      | 180         | 1,000      | 6,945    | Vô địch, đánh bại Matteo Berrettini [8] |
| 6         | 8        | Andrey Rublev         | 6,000      | 90          | 90         | 6,000    | Vòng 3 thua trước John Isner            |
| 7         | 9        | Diego Schwartzman     | 3,765      | 67          | 45         | 3,743    | Vòng 2 thua trước Aslan Karatsev        |
| 8         | 10       | Matteo Berrettini     | 3,493      | 45          | 600        | 4,048    | Á quân, thua trước Alexander Zverev [5] |
| 9         | 11       | Roberto Bautista Agut | 3,090      | 10          | 45         | 3,125    | Vòng 2 thua trước John Isner            |
| 10        | 12       | Pablo Carreño Busta   | 3,015      | 10          | 10         | 3,015    | Vòng 1 thua trước Federico Delbonis [Q] |
| 11        | 14       | Denis Shapovalov      | 2,820      | 10          | 45         | 2,855    | Vòng 2 thua trước Alexander Bublik      |
| 12        | 16       | Hubert Hurkacz        | 2,600      | 67          | 10         | 2,543    | Vòng 1 thua trước John Millman          |
| 13        | 17       | Grigor Dimitrov       | 2,576      | 10          | 10         | 2,576    | Vòng 1 thua trước Lloyd Harris          |
| 14        | 18       | Jannik Sinner         | 2,524      | 24          | 45         | 2,545    | Vòng 2 thua trước Alexei Popyrin [Q]    |
| 15        | 20       | Félix Auger-Aliassime | 2,418      | 32          | 10         | 2,396    | Vòng 1 thua trước Casper Ruud           |
| 16        | 22       | Cristian Garín        | 2,215      | 45          | 180        | 2,350    | Tứ kết thua trước Matteo Berrettini [8] |

### Vận động viên khác
Đặc cách:
- Carlos Alcaraz
- Pedro Martínez
- Jaume Munar
- Fernando Verdasco

Vượt qua vòng loại:
- Pablo Andújar
- Marco Cecchinato
- Federico Delbonis
- Marcos Giron
- Pierre-Hugues Herbert
- Alexei Popyrin
- Carlos Taberner

Thua cuộc may mắn:
- Yoshihito Nishioka

### Rút lui
Trước giải đấu
- Marin Čilić → thay thế bởi  Tommy Paul
- Borna Ćorić → thay thế bởi  Jérémy Chardy
- Novak Djokovic → thay thế bởi  Alejandro Davidovich Fokina
- Roger Federer → thay thế bởi  Miomir Kecmanović
- David Goffin → thay thế bởi  Lloyd Harris
- Gaël Monfils → thay thế bởi  Guido Pella
- Milos Raonic → thay thế bởi  Yoshihito Nishioka
- Lorenzo Sonego → thay thế bởi  Dominik Koepfer
- Stan Wawrinka → thay thế bởi  Albert Ramos Viñolas

### Bỏ cuộc
- Lloyd Harris
- Guido Pella

## Nội dung đôi ATP

### Hạt giống
| Quốc gia | Tay vợt               | Quốc gia | Tay vợt          | Xếp hạng1 | Hạt giống |
| -------- | --------------------- | -------- | ---------------- | --------- | --------- |
| COL      | Juan Sebastián Cabal  | COL      | Robert Farah     | 5         | 1         |
| CRO      | Nikola Mektić         | CRO      | Mate Pavić       | 5         | 2         |
| ESP      | Marcel Granollers     | ARG      | Horacio Zeballos | 17        | 3         |
| CRO      | Ivan Dodig            | SVK      | Filip Polášek    | 17        | 4         |
| USA      | Rajeev Ram            | GBR      | Joe Salisbury    | 23        | 5         |
| FRA      | Pierre-Hugues Herbert | FRA      | Nicolas Mahut    | 26        | 6         |
| NED      | Wesley Koolhof        | POL      | Łukasz Kubot     | 29        | 7         |
| GBR      | Jamie Murray          | BRA      | Bruno Soares     | 30        | 8         |

- Bảng xếp hạng vào ngày 26 tháng 4 năm 2021.

### Vận động viên khác
Đặc cách: 
- Alejandro Davidovich Fokina /  Fernando Verdasco
- Marc López /  Jaume Munar
- Petros Tsitsipas /  Stefanos Tsitsipas

Thay thế:
- Raven Klaasen /  Ben McLachlan

### Rút lui
Trước giải đấu
- Borna Ćorić /  Franko Škugor → thay thế bởi  Márton Fucsovics /  Casper Ruud
- Alejandro Davidovich Fokina /  Fernando Verdasco → thay thế bởi  Raven Klaasen /  Ben McLachlan

## Nội dung đơn WTA

### Hạt giống
Dưới đây là những tay vợt được xếp loại hạt giống. Hạt giống dựa trên bảng xếp hạng WTA vào ngày 26 tháng 4 năm 2021. Xếp hạng và điểm trước vào ngày 26 tháng 4 năm 2021.
| Hạt giống | Xếp hạng | Tay vợt           | Điểm trước | Điểm bảo vệ | Điểm thắng | Điểm sau | Thực trạng                                 |
| --------- | -------- | ----------------- | ---------- | ----------- | ---------- | -------- | ------------------------------------------ |
| 1         | 1        | Ashleigh Barty    | 9,655      | 215         | 650        | 10,090   | Á quân, thua trước Aryna Sabalenka [5]     |
| 2         | 2        | Naomi Osaka       | 7,800      | 215         | 65         | 7,650    | Vòng 2 thua trước Karolína Muchová         |
| 3         | 3        | Simona Halep      | 7,050      | 650         | 120        | 6,520    | Vòng 3 thua trước Elise Mertens [13]       |
| 4         | 5        | Elina Svitolina   | 5,835      | 10          | 10         | 5,835    | Vòng 1 thua trước Jil Teichmann            |
| 5         | 7        | Aryna Sabalenka   | 5,205      | 10          | 1000       | 6,195    | Vô địch, đánh bại Ashleigh Barty [1]       |
| 6         | 9        | Karolína Plíšková | 4,660      | 65          | 65         | 4,660    | Vòng 2 thua trước Anastasia Pavlyuchenkova |
| 7         | 10       | Kiki Bertens      | 4,405      | 1,000       | 65         | 3,470    | Vòng 2 thua trước Veronika Kudermetova     |
| 8         | 11       | Belinda Bencic    | 4,315      | 390         | 215        | 4,140    | Tứ kết thua trước Paula Badosa [WC]        |
| 9         | 12       | Petra Kvitová     | 4,160      | 215         | 215        | 4,160    | Tứ kết thua trước Ashleigh Barty [1]       |
| 10        | 13       | Garbiñe Muguruza  | 4,120      | 10          | 0          | 4,110    | Rút lui do chấn thương chân                |
| 11        | 14       | Jennifer Brady    | 3,765      | (55)†       | 120        | 3,830    | Vòng 3 thua trước Anastasia Pavlyuchenkova |
| 12        | 15       | Victoria Azarenka | 3,526      | 65          | 65         | 3,526    | Vòng 2, rút lui do chấn thương lưng        |
| 13        | 16       | Elise Mertens     | 3,480      | 10          | 215        | 3,685    | Tứ kết bỏ cuộc trước Aryna Sabalenka [5]   |
| 14        | 17       | Iga Świątek       | 3,453      | (18)†       | 120        | 3,555    | Vòng 3 thua trước Ashleigh Barty [1]       |
| 15        | 18       | Johanna Konta     | 3,236      | 65          | 65         | 3,236    | Vòng 2 thua trước Anastasija Sevastova [Q] |
| 16        | 19       | Maria Sakkari     | 3,020      | 10          | 120        | 3,130    | Vòng 3 thua trước Karolína Muchová         |

† Tay vợt không vượt qua vòng loại ở giải đấu năm 2019. Thay vào đó, điểm tốt nhất của lần 16 sẽ được thay thế vào.

### Vận động viên khác
Đặc cách:
- Paula Badosa
- Sorana Cîrstea
- Victoria Jiménez Kasintseva
- Sara Sorribes Tormo
- Venus Williams

Bảo toàn thứ hạng:
- Yaroslava Shvedova
- Elena Vesnina

Vượt qua vòng loại:
- Irina-Camelia Begu
- Ana Bogdan
- Misaki Doi
- Kateryna Kozlova
- Kristina Mladenovic
- Bernarda Pera
- Anastasija Sevastova
- Laura Siegemund
- Nina Stojanović
- Ajla Tomljanović
- Tamara Zidanšek
- Vera Zvonareva

Thua cuộc may mắn:
- Polona Hercog
- Hsieh Su-wei
- Danka Kovinić

### Rút lui
Trước giải đấu
- Bianca Andreescu → thay thế bởi  Zheng Saisai
- Danielle Collins → thay thế bởi  Magda Linette
- Fiona Ferro → thay thế bởi  Elena Vesnina
- Sofia Kenin → thay thế bởi  Shelby Rogers
- Svetlana Kuznetsova → thay thế bởi  Polona Hercog
- Garbiñe Muguruza → thay thế bởi  Danka Kovinić
- Barbora Strýcová → thay thế bởi  Yaroslava Shvedova
- Donna Vekić → thay thế bởi  Sloane Stephens
- Serena Williams → thay thế bởi  Hsieh Su-wei
- Dayana Yastremska → thay thế bởi  Jeļena Ostapenko

Trong giải đấu
- Victoria Azarenka

### Bỏ cuộc
- Marie Bouzková
- Elise Mertens

## Nội dung đôi WTA

### Hạt giống
| Quốc gia | Tay vợt            | Quốc gia | Tay vợt            | Xếp hạng1 | Hạt giống |
| -------- | ------------------ | -------- | ------------------ | --------- | --------- |
| TPE      | Hsieh Su-wei       | BEL      | Elise Mertens      | 4         | 1         |
| CZE      | Barbora Krejčíková | CZE      | Kateřina Siniaková | 15        | 2         |
| CAN      | Gabriela Dabrowski | NED      | Demi Schuurs       | 23        | 3         |
| JPN      | Shuko Aoyama       | JPN      | Ena Shibahara      | 26        | 4         |
| CHI      | Alexa Guarachi     | USA      | Desirae Krawczyk   | 34        | 5         |
| TPE      | Chan Hao-ching     | TPE      | Latisha Chan       | 42        | 6         |
| CHN      | Xu Yifan           | CHN      | Zhang Shuai        | 47        | 7         |
| USA      | Hayley Carter      | BRA      | Luisa Stefani      | 53        | 8         |

- Bảng xếp hạng vào ngày 26 tháng 4 năm 2021.

### Vận động viên khác
Đặc cách:
- Paula Badosa /  Sara Sorribes Tormo
- Aliona Bolsova /  Danka Kovinić

Bảo toàn thứ hạng:
- Oksana Kalashnikova /  Alla Kudryavtseva
- Makoto Ninomiya /  Yaroslava Shvedova
- Elena Vesnina /  Vera Zvonareva

Thay thế:
- Paula Kania-Choduń /  Katarzyna Piter
- Petra Martić /  Shelby Rogers

### Rút lui
Trước giải đấu
- Tímea Babos /  Veronika Kudermetova → thay thế bởi  Veronika Kudermetova /  Anastasia Potapova
- Ashleigh Barty /  Jennifer Brady → thay thế bởi  Nao Hibino /  Renata Voráčová
- Aliona Bolsova /  Danka Kovinić → thay thế bởi  Paula Kania-Choduń /  Katarzyna Piter
- Anna Kalinskaya /  Viktória Kužmová → thay thế bởi  Ekaterina Alexandrova /  Yang Zhaoxuan
- Asia Muhammad /  Jessica Pegula → thay thế bởi  Kaitlyn Christian /  Sabrina Santamaria
- Elena Rybakina /  Maria Sakkari → thay thế bởi  Petra Martić /  Shelby Rogers

Trong giải đấu
- Victoria Azarenka /  Ons Jabeur

## Nhà vô địch

### Đơn nam
- Alexander Zverev đánh bại  Matteo Berrettini, 6–7(8–10), 6–4, 6–3.

### Đơn nữ
- Aryna Sabalenka đánh bại  Ashleigh Barty, 6–0, 3–6, 6–4

### Đôi nam
- Marcel Granollers /  Horacio Zeballos đánh bại  Nikola Mektić /  Mate Pavić, 1–6, 6–3, [10–8]

### Đôi nữ
- Barbora Krejčíková /  Kateřina Siniaková đánh bại  Gabriela Dabrowski /  Demi Schuurs, 6–4, 6–3